# Lynchia humilis
Lynchia humilis är en tvåvingeart som beskrevs av Maa 1969. Lynchia humilis ingår i släktet Lynchia och familjen lusflugor.
Artens utbredningsområde är Liberia. Inga underarter finns listade i Catalogue of Life.